# Lone Star Women's Championship
Il Lone Star Women's Championship, nato come NWA Houston Women's Championship, è stato un titolo di wrestling promosso dalla Lone Star Championship Wrestling, inizialmente affiliata alla National Wrestling Alliance (NWA) e attiva principalmente nel territorio del Texas.
Il titolo fu attivo dal 2011 al 2016, anno di chiusura della federazione.

## Storia
Il titolo fu introdotto come alloro secondario (dietro il NWA World Women's Championship) dalla NWA Houston nel 2011, che rese Barbi Hayden, ultima detentrice del WOW Women's Championship, la sua campionessa inaugurale. Quando la federazione cambiò nome in NWA Lone Star nel 2011 il titolo cambiò nome di conseguenza, e quando questa terminò l'affiliazione con la NWA portò con sé il titolo, rinominandolo semplicemente in Lone Star Women's Championship, perdendo il riconoscimento da parte della National Wrestling Alliance.

## Albo d'oro
| Legenda  |                                                                               |
| -------- | ----------------------------------------------------------------------------- |
| #        | Indica il numero del regno titolato                                           |
| Regno    | Viene indicato il numero del regno del campione                               |
| Data     | La data in cui il titolo è stato vinto                                        |
| Località | Indica il luogo in cui il titolo è stato vinto                                |
| Note     | Indica notizie particolari riguardanti i cambi di titolo o altre informazioni |

| # | Campione         | Regno | Data              | Giorni | Località       | Evento                                   | Note | Fonti |
| - | ---------------- | ----- | ----------------- | ------ | -------------- | ---------------------------------------- | --- | ----- |
| 1 | Barbi Hayden     | 1     | 8 aprile 2011     | 126    | Cypress, Texas | April's Fools                            | Ultima detentrice del WOW Women's Championship e vincitrice di uno spareggio per decretare la campionessa inaugurale contro Lillie Mae.                                                                                  | [ 2 ] |
| 2 | Jean-Alise       | 1     | 12 agosto 2011    | 28     | Cypress, Texas | Back to Old School                       | Durante questo regno il titolo il territorio cambiò nome in NWA Lone Star, con il titolo che fu rinominato in NWA Lone Star Women's Championship.                                                                        | [ 3 ] |
| 3 | Barbi Hayden     | 2     | 9 settembre 2011  | 35     | Cypress, Texas | Let's Roll                               | | [ 4 ] |
| 4 | Jean-Alise       | 2     | 14 ottobre 2011   | 238    | Cypress, Texas | Hear No Evil, See No Evil, Speak No Evil | | [ 5 ] |
| 5 | Rachel Summerlyn | 1     | 8 giugno 2012     | 98     | Cypress, Texas | Hotter than Hell                         | | [ 6 ] |
| 6 | Barbi Hayden     | 3     | 14 settembre 2012 | --     | Cypress, Texas | Let's Roll                               | Nel novembre 2014 la federazione lasciò la National Wrestling Alliance, cambiando nome in Lone Star Championship Wrestling. Il titolo perse il riconoscimento NWA, venendo rinominato in Lone Star Women's Championship. | [ 7 ] |
| — | Disattivato      | —     | gennaio 2016      | —      | —              | —                                        | Il titolo fu disattivato con la chiusura della federazione. |       |